# Die Memoiren des Satans, 2. Teil: Fanatiker des Lebens
Die Memoiren des Satans, 2. Teil: Fanatiker des Lebens ist der zweite Teil eines 1917 gedrehten, vierteiligen, deutschen Stummfilmdramas über die allgegenwärtigen Versuchungen Satans, dem sich die Liebe entgegenstellt. Regie bei allen vier Teilen führte Robert Heymann, der auch das Drehbuch verfasste.

## Handlung
Inan Asmus hat sich in die schöne Baroness Edda Hohentrieb verliebt. Doch die junge Frau ist bereits mit Graf Stolzenfels verlobt, und dieser sieht die schmachtenden Blicke und Umwerbungsversuche des Konkurrenten mit wachsendem Missvergnügen. Ein Kollege namens Nemo, in Wahrheit niemand anderes als Satan persönlich, bietet Inan an, ihm bei der Eroberung Eddas tatkräftig zur Seite zu stehen. Fortan besitzt Nemo Macht über sein Protegé. Er sagt dem jungen Aufsteiger, dass er alles erreichen könne, wenn er nur ihm, dem camouflierten Höllenfürsten, gehorchen würde. Um Macht und Ehrgeiz zu befriedigen, lässt Satan Asmus Politiker werden. Als Abgeordneter steigt er rasch die Karriereleiter hinauf, wird sogar Minister. Edda imponiert Inans Aufwärtsstreben und so lässt sie ihren gräflichen Verlobten rasch links liegen.
Eines Nachts kommt sie zu Inan und bittet den skrupellos gewordenen Karrieristen, mit ihr zu fliehen. Doch Nemo alias Satan will nicht das Gute und Edle in Form einer erblühenden Liebe siegen lassen und zerstört daher alles, was er zwischen diesen beiden jungen Menschen aufgebaut hat, mit einem Schlag. Er sorgt für schwere Unruhen, indem er die murrende Arbeiterschaft gegen den Politiker Asmus aufwiegelt. Dies ist zu viel für Inans schwache Gesundheit; er stirbt an einem Herzinfarkt. Wenig später trifft es auch Edda. Bei einem Ausritt fällt sie vom Pferd und bricht sich das Genick. Seite an Seite wird sie mit Inan Asmus aufgebahrt, beide im Tode nun doch noch vereint.

## Produktionsnotizen
Die Memoiren des Satans, entstanden in der zweiten Jahreshälfte 1917 im Luna-Film-Atelier von Berlins Friedrichstraße 224, gehört zu den vergessenen, deutschen Stummfilmgroßprojekten aus der Kaiserzeit. Es handelt sich dabei um das aufwendigste Leinwandepos vor Kriegsende 1918 nach Otto Ripperts Homunculus-Film. Viele Details (vor allem die Rollenverteilung) sind heute nicht mehr bekannt, selbst über den Darsteller des Satans herrscht Uneinigkeit. Während einige Quellen Friedrich Kühne benennen, behaupten andere, Kurt Brenkendorf habe den Titelhelden gespielt. Möglicherweise haben sich beide Schauspieler in den vier Teilen als Satan abgewechselt.
Der zweite Teil Fanatiker des Lebens passierte die Filmzensur im November 1917 und kam vermutlich ebenfalls noch im selben Jahr in die Kinos. Dieser Teil besaß eine Länge von 1681 Meter, verteilt auf fünf Akte.

## Kritiken
„Der zweite Teil dieses Films trägt dem Geschmacke des Publikums noch weit mehr Rechnung als der erste. Die Handlung ist hochinteressant und spannend, die geistvolle Grundidee des ersten Teiles noch vertieft und wenn möglich noch fesselnder ausgearbeitet. […] Satan spielt mit allen Gefühlen der Menschen, mit der Liebe und mit dem Haß, mit der Geldgier, mit der Sucht nach Ruhm und Ehre; und wer immer in seine Krallen gerät, nimmt ein schauriges Ende. […] Der Film ist mit Sorgfalt und Sicherheit ausgestaltet, vortrefflich inszeniert und photographisch ausgezeichnet.“

Paimann’s Filmlisten resümierte: „Stoff phantastisch. Spiel, Photos und Szenerie sehr gut.“